# Leopold al celor Două Sicilii (1813-1860)
Prințul Leopoldo al celor Două Sicilii(22 mai 1813, Palermo – 4 decembrie 1860, Pisa) a fost prinț al celor Două Sicilii și cunoscut drept Conte de Siracuza.

## Biografie

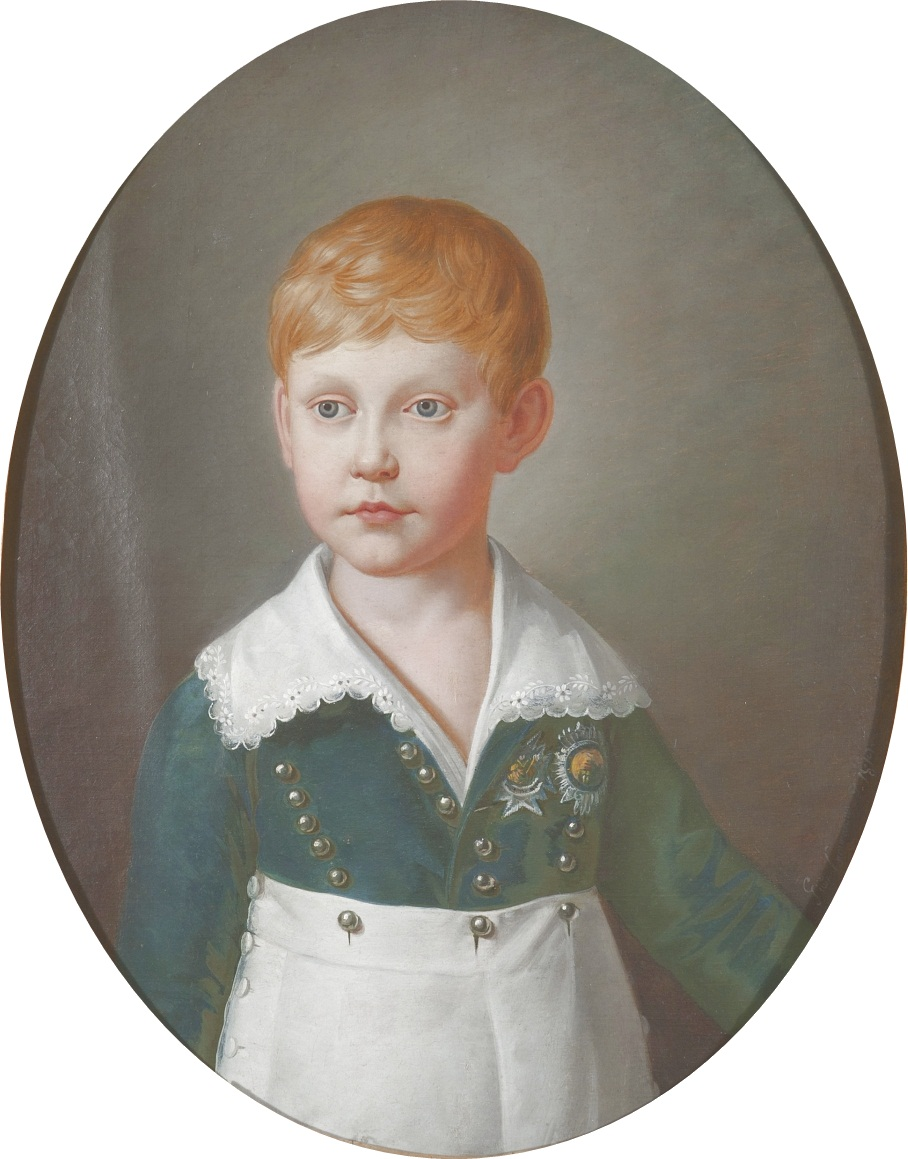
Principele Leopoldo

Leopold s-a născut la Palermo, ca al treilea fiu al regelui Francisc I al Celor Două Sicilii și a celei de-a doua soții și verișoară primară, Maria Isabella a Spaniei. Bunicii paterni au fost regele Ferdinand I al celor Două Sicilii și regina Maria Carolina a Austriei. Bunicii materni au fost Carol al IV-lea al Spaniei și Maria Luisa de Parma. Bunicii erau frați, ambii fiind fiii regelui Carol al III-lea al Spaniei și ai reginei Maria Amalia de Saxonia.
A fost fratele mai mic al viitorului rege Ferdinand al II-lea al Celor Două Sicilii și cumantul regelui Ferdinand al VII-lea al Spaniei, al lui Leopold al II-lea, Mare Duce de Toscana și a împăratului Pedro al II-lea al Braziliei. Sora lui vitregă mai mare a fost Caroline Ferdinande, Ducesă de Berry.
În 1816, la crearea regatului celor Două Sicilii, când avea trei ani, a primit titlul de Conte de Siracuza.
După decesul tatălui său în noiembrie 1830 fratele său mai mare, Ferdinand al II-lea al Celor Două Sicilii, l-a numit general locotenent în Sicilia. Ca guvernator în Palermo el a introdus reforme importante. Temându-se de popularitatea sa și de dorința Siciliei pentru independență, el a fost rechemat din funcție la începutul anului 1835. În aprilie în același an, a fost trimis  să călătorească în străinătate.
Ferdinand al II-lea a luat în considerare o căsătorie între Leopold și Prințesa Marie de Orléans, însă negocierile cu tatăl ei, Louis-Philippe al Franței, au eșuat din cauza revoltelir franceze din 1834 și a refuzului lui Louis-Philippe de a acorda Mariei partea ei din "donation-partage" a pământurilor sale (o condiție pe care Ferdinand a pus-o pentru ca nunta să aibă loc). Leopold a fost un artist, un sculptor iscusit și patron al artelor. Era lipsit de o mare ambiție, preferând să ducă o viață de plăcere.
La 16 iunie 1837, la neapole, Leopold s-a căsătorit cu Prințesa Maria de Savoia, a doua fiică a Prințului Joseph Maria de Savoia, Conte de Villafranca și a soției acestuia, Pauline Benedictine de Quélen de Vauguyon. Au fost nepotriviți și căsătoria lor a fost nefericită. El a fost un agnostic și liberal. Ea a fost un fanatic religios conservator, care nu avea nimic în comun cu el. Au reușit să aibă un singur copil, Isabella, care a murit la mai puțin de un an după nașterea sa în 1838. De atunci au trăit separat. Ea s-a retras să trăiască o viață religioasă aproape în izolare, la palatul ei de la Chiaia.
Contele de Siracuza a trăit în străinătate între 1846 și 1850. În ciuda tendințelor sale opuse politic, el era fratele preferat al regelui Ferdinand al II-lea. Când el a suferit un accident vascular cerebral în 1854, regele a fost afectat profund. Contele s-a recuperat. La fel ca frații săi contele de Aquila și contele de Trapani, el a fost un afemeiat dar nu a fost implicat în scandaluri și fratele său regele i-a plătit datoriile privindu-l ca pe o oaie neagră adorabilă. Leopold a fost un hedonist descris ca "mare, puternic, cu chip frumos" Simplu în maniere, a fost foarte popular. S-a înconjurat de o curte de artiști, scriitori și muzicieni, care l-au urmat de la palatul de la Chiaia la vila sa de la Sorrento.
După decesul lui Ferdinand al II-lea în mai 1859, Contele de Siracuza a pledat pentru o alianță strânsă cu Piemont. Nu avea o părerea bună despre nepotul său, Francisc al II-lea, noul rege. Relația lor a fost rece. În aprilie 1860, Leopold i-a cerut nepotului său să facă concesii liberale. După câteva luni a plecat în Piedmont. A murit la scurt timp în Pisa.